# Montmélian
Montmélian är en kommun i departementet Savoie i regionen Auvergne-Rhône-Alpes i sydöstra Frankrike. Kommunen ligger i kantonen Montmélian som tillhör arrondissementet Chambéry. År 2022 hade Montmélian 4 041 invånare.

## Befolkningsutveckling
Antalet invånare i kommunen Montmélian
| Referens: INSEE |